# Street Fighter Alpha 2
Cet article possède un paronyme, voir Street Fighter II.
Street Fighter Alpha 2, connu au Japon sous le nom Street Fighter Zero 2 (ストリートファイターZERO 2), est un jeu vidéo de combat en un contre un développé et édité par Capcom sur CP System II en mars 1996. Il s'agit de la suite de Street Fighter Alpha: Warriors' Dreams, suite qui inclut de nouveaux personnages et un nouveau système de combos dénommé Custom Combos. Le jeu a été adapté sur plusieurs supports console (parmi lesquelles la Super Nintendo) et ordinateur,,. Une réédition du jeu nommée Street Fighter Alpha 2 Gold fut publiée sur arcade mais aussi sur Playstation, Saturn et Playstation 2 la même année.

## Système de jeu
Street Fighter Alpha 2 retient la plupart des éléments de gameplay introduits dans Alpha: Warriors' Dreams : la jauge de Super Combo à trois niveaux, les contres ou encore les blocages,.
La principale nouveauté est l'ajout du système de « Custom Combo », qui remplace les « Chain Combos » du premier Street Fighter Alpha. Les « Custom Combo » requièrent au minimum un niveau de la jauge d'énergie pour être activés et se caractérisent par une ombre violette à chaque déplacement du personnage. À l'activation, le joueur gagne en rapidité pour effectuer les combos, mais une limite est imposée au joueur le temps de son utilisation. Le temps alloué au joueur pour effectuer ces « Custom Combo » dépend de la jauge d'énergie, deux secondes pour un niveau d'énergie, trois secondes au second niveau et quatre secondes pour le troisième niveau. Un seul coup de pied ou coup de poing est nécessaire pour utiliser un niveau de la jauge d'énergie. L'utilisation de deux niveaux se fait à l'aide de deux boutons de coup de poing ou de pied, et de trois boutons de coup poing ou pied pour utiliser les trois niveaux. Le joueur ne peut plus bloquer aucune attaque lorsque les « Custom Combo » sont actifs.
Les « Alpha Counter » (ouvertures en vue d'une contre-attaque) donnent la possibilité au joueur d'attaquer son adversaire immédiatement après avoir bloqué l'attaque de ce dernier. Pour utiliser un « Alpha Counter», le joueur doit se protéger au moment précis où l'adversaire donne un coup. Cette technique nécessite également un niveau d'énergie pour pouvoir être réalisée, le joueur ne peut par conséquent l'utiliser dès le début du combat. Il est également possible de réaliser un « Counter Alpha » sur un autre « Counter Alpha » si le joueur est suffisamment rapide.
Lors de chaque fin de round, une icône s'affiche en dessous de la barre de vie du joueur qui a remporté le round. Différents symboles sont utilisés et ont une signification particulière, si un « V » s'affiche, cela signifie que le joueur a remporté un round avec un coup standard. Le « V » est utilisé en cas d'utilisation d'un coup spécial pour finir l'adversaire. D'autres icônes apparaissent également selon le type de victoire (perfect, super combo, etc.), Ce système, inédit depuis Alpha 1, a été réutilisé dans la plupart des opus ultérieurs de la franchise par la suite.

## Portages

Logo de la version arcade améliorée de Street Fighter Alpha 2, sortie exclusivement et au Japon.

Bien que le premier Street Fighter Alpha n'ait été porté que sur 32 bits, Street Fighter Alpha 2 a connu un portage notable sur la Super Nintendo fin 1996 (soit en même temps que sur Playstation et Sega Saturn, et après la fin de la commercialisation de la console). Une forme de remerciement de la part de Capcom pour les ventes exponentielles de Street Fighter II et Street Fighter II Turbo sur la console 16 bits de Nintendo, faisant de la franchise la "reine" des jeux de combat en 2D.
Ce jeu sera l'un des derniers titres de la machine en Europe et aux États-Unis. Elle dispose cependant d'un temps de chargement mal placé, entre le début du round (son d'annonce "FIGHT !") et le début effectif du combat (les combattants bougeant et le thème de l'arène se lançant). Le gameplay de la version Super Nintendo n'est cependant pas fondamentalement changé par rapport aux versions 32 Bits du jeu.
Le jeu est porté en 2006 sur PlayStation 2 via la compilation Street Fighter Alpha Anthology. Pour les 30 ans de la série, Street Fighter Alpha 2 apparaît dans la compilation Street Fighter 30th Anniversary Collection, parue en 2018 sur Nintendo Switch, PlayStation 4 et Xbox One.

## Liste des personnages
Street Fighter Alpha 2 comporte dix-huit personnages dont trois nouveaux : la célèbre Sakura Kasugano y fait sa première apparition, Rolento Schugerg issu du jeu Final Fight et Gen, quatrième revenant du tout premier Street Fighter paru en 1987,. Les versions nord-américaines et européennes du jeu possèdent trois personnages de plus que la version japonaise, à la demande de Capcom America. Ces versions incluent donc Evil Ryu, Dhalsim et Zangief. Chun-Li possède un nouveau style visuel depuis le premier Street Fighter Alpha, mais le jeu possède une manipulation secrète permettant de sélectionner Chun-Li dans son légendaire qipao bleu de Street Fighter II: The World Warrior. Une autre manipulation du jeu permet de débloquer une version plus puissante d'Akuma, personnage nommé Shin Akuma (Shin Gouki dans la version originale).
- Ryu
- Chun-Li
- Charlie
- Ken Masters
- Guy
- Birdie
- Sodom
- Adon
- Rose
- Sagat
- Akuma
- M. Bison
- Dan

Nouveaux personnages :
- Shin Akuma
- Evil Ryu
- Sakura Kasugano
- Dhalsim (issu de Street Fighter II)
- Gen (issu de Street Fighter I)
- Rolento (issu de Final Fight)
- Zangief (issu de Street Fighter II)

Personnage de la version améliorée :
- Cammy White (issue de Super Street Fighter II, dans ses habits de X-Men vs. Street Fighter), jouable uniquement en mode VS. et Training.